# Римска имена
Грађани Рима имали су три имена:
- 1. Лично (PRAENōMEN). Личних имена било је свега осамнаест
- 2. Име рода (NOMEN GENTīLE), које је одређивало порекло
- 3. Надимак (COGNōMEN)

Када би стајала са именом рода и/или надимком, обележавала су се иницијалом са тачком (Marcus Tullius Cicero-M.Tullius Cicero).
Осим што је одређивало порекло, име рода је унапред означавало и припадност неком сталежу. На пример, чланови рода Tullius припадали су витешком сталежу и ниједан припадник овог рода није се домогао државних функција — све до Цицерона. С друге стране, Римљани из рода Iulius, којима је припадао и чувени Цезар, унапред су били одређени као патрицији.
Надимак се односио на огранак рода или ратне заслуге. Неки су се опредељивали за оба, и тако уз своје име стављали двојак надимак.
Због малобројности имена често се дешавало да се отац и син зову сасвим исто. Тако је, на пример, малопре поменуто име Marcus Tullius Cicero припадало и оцу, славном римском говорнику, и његовом сину.
Жене су имена добијале по свом роду. Цицеронова кћи имала је име Tullia, жена Terentia, а снаја Pomponia, што значи да је припадала роду Помпејаца.